# Metaleptobasis diceras
Metaleptobasis diceras là một loài chuồn chuồn kim trong họ Coenagrionidae.
Metaleptobasis diceras được Selys miêu tả khoa học năm 1877.